# NRS匕首槍
NRS（英語：NRS；НРС全寫：Нож Разведчика Специальный，意為：特殊偵察刀；俄罗斯国防部火箭炮兵装备总局代號：／）是一款由前蘇聯（今俄罗斯）中央研究精密機械製造局为特种作战人员在敌后执行特殊任务中近距离内歼敌而研製、由圖拉兵工廠生產、內建單發式击發机构的自卫用途求生匕首。

## 歷史
1970年代，前蘇聯中央研究精密機械製造局應俄羅斯內務部和克格勃的要求，研發了這款可說是“裝有手槍子彈發射裝置的刀”的特殊武器。
武器的設想是當執行潛行作戰的特種部隊隊員身陷危機時，用以在敵人防不勝防的一瞬間將其射殺。
該計劃在曾設計過MSP雷霆消聲手槍的R. D. Hlynin的帶領以下進行。

## 設計
NRS具有一把多功能的刀身，可以用作切割、鋸切，或鬆緊直徑大約6毫米的螺絲等工作；戰時可用以狩獵、穿刺，或切割目標。
NRS的設計可用於以刀身刺穿或擲向敵人，或利用其內置式射擊機構向距離達到25公尺的敵方射擊。
NRS的刀身可用以切斷直徑為2.5—5毫米的電纜，並對高達380—400伏特的電壓絕緣；刀背的切割鋸齒可鋸斷直徑10毫米的金屬桿。

### 射擊機構
為了使用其內置的射擊機構，使用者需要先按壓其槍管開放拉桿，將槍管從刀柄裡旋轉出來，並且藉以將彈藥裝入膛室以內，然後將槍管插回刀柄裡，並且利用兩個與外閂相互匹配的插腳旋轉回位以後加以固定。
使用者需要拉動位於NRS右側的上翻桿使得內部的擊錘旋轉，同時以拇指將位於手柄後端槍管旁邊的保險鎖扣轉到“開火”的位置。
使用者的左手用於握住握把的下側，而右手則握住右側，並將右手的食指放在位於槍管旁邊的保險鎖扣上方的單動式按鈕型扳機以上，按壓後即可射擊。
由於射擊時刀尖對着射手，某些射手可能会产生对该武器的恐惧感。

### 彈藥
NRS匕首槍本身並無機械性消聲功能，射擊時的消聲效果是藉由MSP「雷霆」與S4M兩款消聲手枪所配用的7.62×38毫米SP-3（СП-3）特殊消聲手枪子彈所達成。

## 衍生型

### NRS-2匕首槍
NRS-2「波浪」（英語：NRS-2 Wave；俄罗斯国防部火箭炮兵装备总局代號：／）在1980年代研發。
除了將發射的彈藥改進為7.62×42毫米SP-4（СП-4）特殊消聲手枪子彈以後，刀身的形狀亦有所改進。
自1980年代，由圖拉武器廠為前蘇聯特种部隊生產起，該匕首至今仍被用作現代俄罗斯特种部队和特種執法團體的個人武器。

### NR-2求生刀
前蘇聯研發了NRS-2的移除射擊機構的修改型號，並且命名為“NR-2”（俄语：НР-2；俄罗斯国防部火箭炮兵装备总局代號：／）。
NRS的射擊機構被求生設備的容器取代。該刀於1986年獲採用，並且裝備。

## 使用國
- 俄羅斯

### 前使用國
- 苏联

## 圖集

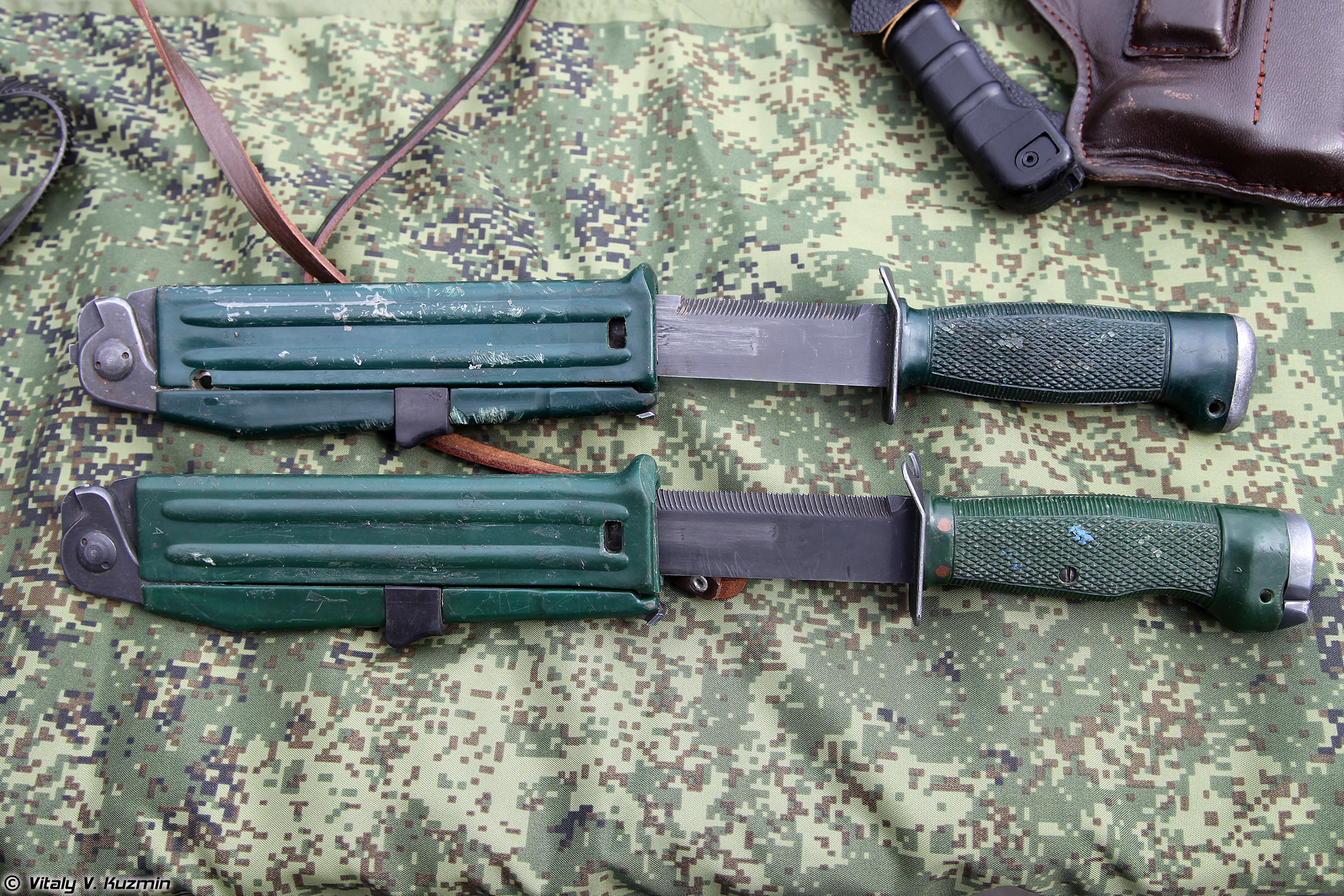
NRS匕首槍與NR-2求生刀
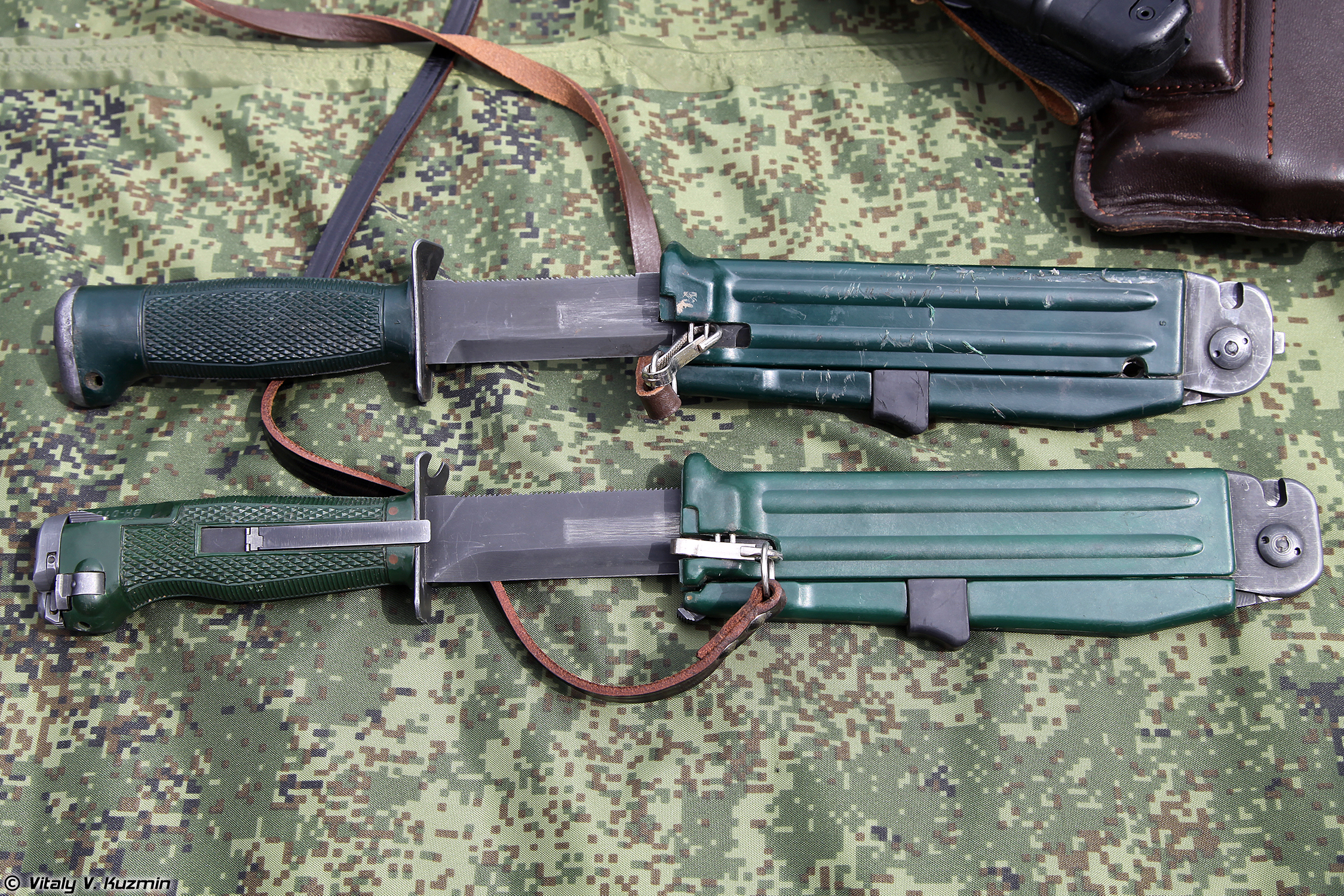
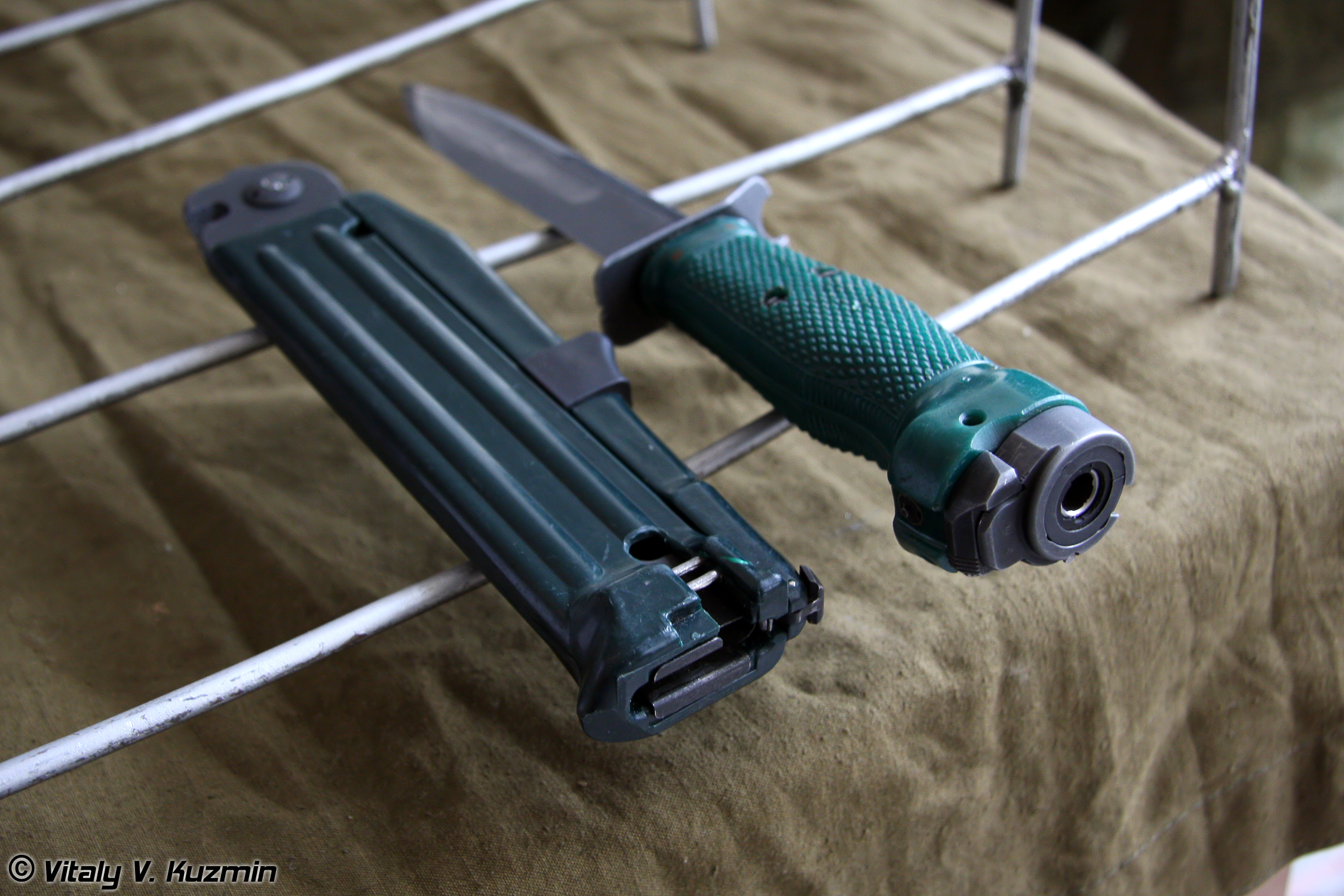
NRS-2匕首槍，裝上其射擊機構
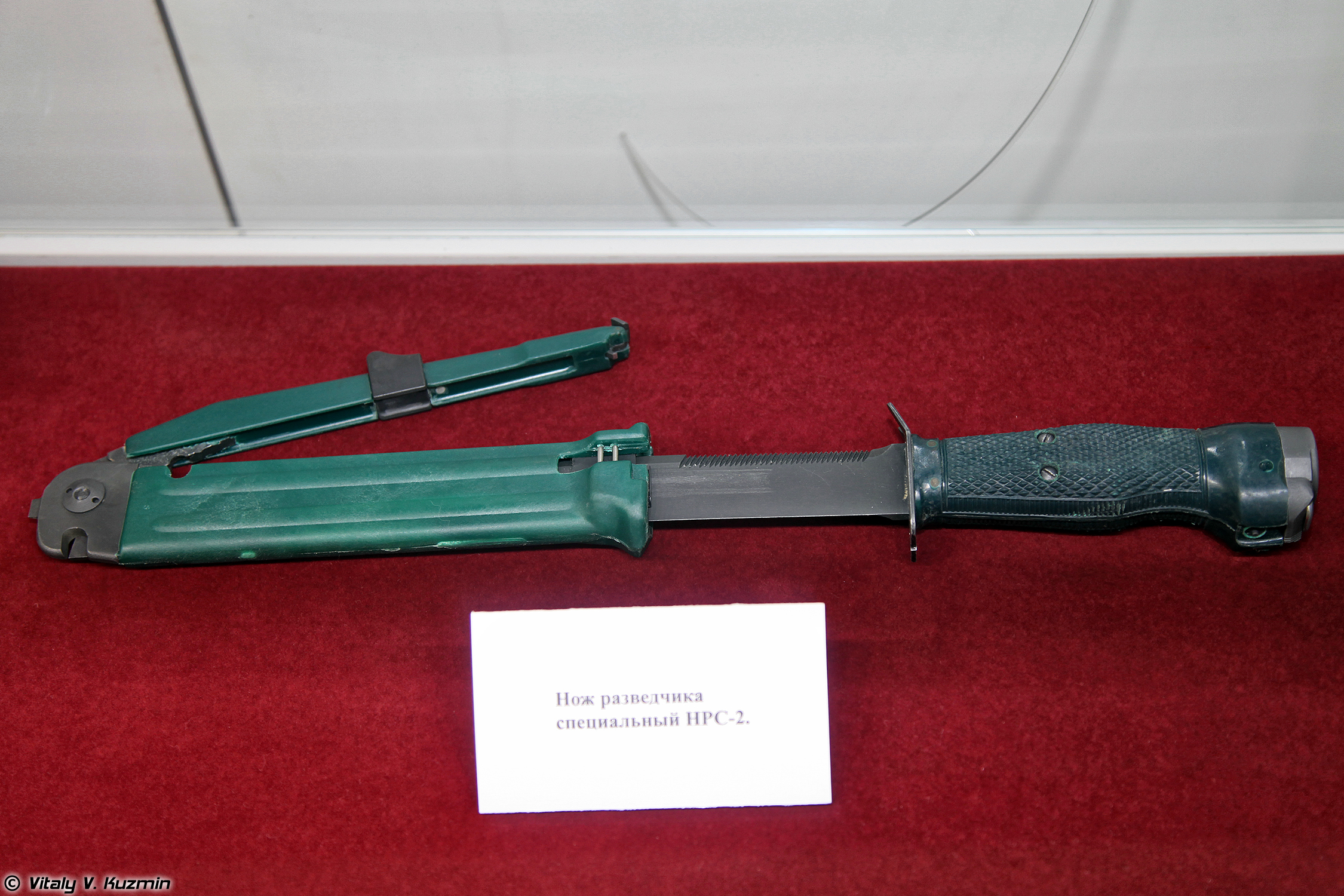
在圖拉國家武器博物館上展出的NRS-2匕首槍

## 資料來源
1. ↑  （俄文）—Scout shooting knife NRS-2 （页面存档备份，存于）
2. ↑  .   [2018-11-17]. （原始内容存档于2018-11-04）.
3. ↑  異說：／

## 外部連接
- （英文）—firearms Russia＞Special captive-piston cartridges（页面存档备份，存于）
- （俄文）—НОЖ РАЗВЕДЧИКА  СПЕЦИАЛЬНЫЙ НРС（页面存档备份，存于）
- （俄文）—Нож разведчика стреляющий НРС-2（页面存档备份，存于）
- YouTube—Нож разведчика стреляющий (НРС-2)（页面存档备份，存于）
- YouTube—NRS shooting knife（页面存档备份，存于）